# Xenoxybelis boulengeri
Xenoxybelis boulengeri — вид отруйних змій родини полозових (Colubridae). Мешкає в Амазонії. Вид названий на честь британсько-бельгійського зоолога Джорджа Альберта Буленджера.

## Поширення і екологія
Xenoxybelis boulengeri мешкають на південному сході Перу, на північному сході Болівії та на заході Бразилії, в штатах Амазонас, Акрі і Рондонія. Вони живуть у вологих рівнинних тропічних лісах, на висоті від 50 до 260 м над рівнем моря. Ведуть денний, деревний спосіб життя. Живляться ящірками і амфібіями. Відкладають яйця.